# Seleção Brasileira de Futebol Sub-15
A Seleção Brasileira de Futebol Sub-15, também conhecida como Brasil Sub-15, é a seleção brasileira de futebol formada por jogadores com idade inferior a 15 anos de idade.

## Elenco atual
O treinador Dudu Patetuci convocou a lista a seguir para a disputa de um torneio quadrangular no Paraguai, em outubro de 2023.
| Número | Nome              | Posição  | Clube                |
| ------ | ----------------- | -------- | -------------------- |
| #      | João Pedro        | Goleiro  | Santos               |
| #      | Arthur Nascimento | Goleiro  | Bahia                |
| #      | Luís Fernando     | Goleiro  | Palmeiras            |
|        |                   |          |                      |
| #      | Carlos Daniel     | Zagueiro | Fluminense           |
| #      | Enrico Vellenich  | Zagueiro | Bragantino           |
| #      | Luis Eduardo      | Zagueiro | Grêmio               |
| #      | Renan             | Zagueiro | Vasco da Gama        |
|        |                   |          |                      |
| #      | Denner            | Lateral  | Corinthians          |
| #      | Heitor Guerra     | Lateral  | Flamengo             |
| #      | Rafael            | Lateral  | Santos               |
| #      | Vitor Ramon       | Lateral  | Grêmio               |
|        |                   |          |                      |
| #      | Caio Henriques    | Meia     | Fluminense           |
| #      | Danillo Gabriel   | Meia     | Grêmio               |
| #      | Gustavo Gomes     | Meia     | Athletico Paranaense |
| #      | Hendel            | Meia     | Atlético Mineiro     |
| #      | Tiago Augusto     | Meia     | Grêmio               |
| #      | Yuri Soares       | Meia     | Santos               |
|        |                   |          |                      |
| #      | Davi Waisman      | Atacante | Flamengo             |
| #      | Eduardo Dias      | Atacante | Ituano               |
| #      | Juliano Viana     | Atacante | Bragantino           |
| #      | Nícollas          | Atacante | Corinthians          |
| #      | Raynne            | Atacante | Fluminense           |
| #      | Wellington Gomes  | Atacante | Cruzeiro             |

## Títulos
- Campeonato Sul-Americano Sub-15: 5 (2005, 2007, 2011, 2015 e 2019)[4]
- Tampa International Tournament:[5]1 (2005)
- Copa 2 de Julho: 1 (2025)

## Uniformes

### Uniformes dos jogadores
- Uniforme principal: Camisa amarela, calção azul e meias brancas
- Uniforme de visitante: Camisa azul, calção branco e meias azuis com detalhes de azul-claro

| 1º Uniforme | 2º Uniforme |  |

### Uniformes dos goleiros
- Camisa verde, calção e meias verdes;
- Camisa cinza, calção e meias cinzas;
- Camisa preta com detalhes de roxo, calção e meias pretas;

| 1 | 2 | 3 |  |

### Uniformes de treino
- Camisa azul-piscina com detalhes em verde-limão;
- Camisa preta com detalhes em amarelo e branco
- Camisa preta com detalhes em verde-limão.

| Jogadores | Goleiros | Comissão Técnica |  |